# The Crow (franchise)
Pour les articles homonymes, voir The Crow.
 Pour plus de détails, voir Fiche technique et Distribution
The Crow est une franchise médiatique principalement constituée d'une série de films américains fantastiques horrifiques. Il s'agit d'une adaptation de la série de comics du même nom créée par James O'Barr. La série de films est constituée de cinq longs métrages, dont un reboot sorti en 2024. Une série télévisée a également été produite. Plusieurs acteurs se sont succédé pour incarner différentes versions du personnage original.

## Films
- The Crow, film d'Alex Proyas sorti en 1994, avec Brandon Lee
- The Crow : La Cité des anges, film de Tim Pope sorti en 1996, avec Vincent Perez
- The Crow 3: Salvation, film de Bharat Nalluri sorti 2000, avec Eric Mabius
- The Crow: Wicked Prayer, film de Lance Mungia sorti en 2005, avec Edward Furlong
- The Crow, film de Rupert Sanders sorti en 2024, reboot avec Bill Skarsgård

### Synopsis
- The Crow (1994)

Le 30 octobre, à Détroit, Eric Draven et sa petite-ami Shelly Webster sont retrouvés dans leur appartement, la veille de leur mariage. Eric est passé par la fenêtre, mort sur le coup. Shelly meurt après avoir été torturée et violée. Le couple est enterré côte à côte. Proche d'eux, la jeune Sarah dépose des fleurs sur leur tombe mais un corbeau veille… À la nuit tombée, Eric revient d’entre les morts. Perturbé, déboussolé, il est guidé par le corbeau jusqu’à son appartement, abandonné dans l’état. Assailli par les souvenirs, les moments de bonheur lui reviennent, ainsi que sa mort, et celle de sa bien-aimée. Aidé par le corbeau, il va traquer tous les responsables de la mort de Shelly et les tuer les uns après les autres.
- The Crow : La Cité des anges (1996)

Los Angeles. Lorsque le jeune Danny Corven entend des coups de feu, il se précipite dehors pour voir ce qu’il se passe, suivi de son père qui essaie de le retenir, Ashe. Assistant à un meurtre, Danny est tué par balle, et Ashe meurt noyé. Comme l’a fait auparavant Eric Draven, Ashe revient d’entre les morts sous la protection d’un corbeau. Aidé par la jeune Sarah, seule à connaître l'identité et l'histoire du corbeau, il part assouvir sa vengeance.
- The Crow 3: Salvation (2000)

Alex est accusé du meurtre de celle qu’il aime, Lauren. Il est exécuté le jour de ses 21 ans, clamant son innocence sous les yeux d’Erin, la petite sœur de Lauren. Ramené à la vie par un corbeau avant même d’être sorti de la morgue, il s’attache à découvrir la vérité sur le meurtre de Lauren avec le soutien d’Erin qui finit par douter de sa culpabilité.
- The Crow: Wicked Prayer (2005)

Chef d'un gang satanique, Luc Crash assassine l'ancien délinquant Jimmy Cuervo et sa petite amie dans le cadre d'un rituel lui offrant des pouvoirs démoniaques. Ramené d'entre les morts par un corbeau, Jimmy prépare sa vengeance.
- The Crow (2024)

Eric Draven est un jeune homme traumatisé depuis l'enfance qui s'est réfugié dans la drogue. Dans un centre de désintoxication, il fait la connaissance de Shelly. Cette dernière vient de recevoir une vidéo de son amie Zadie qui incrimine Vincent Roeg, un baron du crime se faisant passer pour un aristocrate. Shelly s'est faite arrêter pour possession de drogue et pensait être protégée au sein du centre. Eric et Shelly tombent rapidement amoureux et s'évadent du centre. Ils se font ensuite assassiner. Peu après, Eric est mystérieusement ressuscité par un corbeau. Sous le costume de The Crow, il va alors se venger.

### Fiche technique
|                                     | The Crow (1994)                                                                                        | The Crow : La Cité des anges (1996) | The Crow 3: Salvation (2000)                                                                              | The Crow: Wicked Prayer (2005)                       | The Crow (2024)                                                                                             |
| ----------------------------------- | --- | ----------------------------------- | --- | ---------------------------------------------------- | --- |
| Titres québécois (si différents)    | |                                     | |                                                      | Le Corbeau                                                                                                  |
| Titres originaux                    | The Crow                                                                                               | The Crow: City of Angels            | The Crow: Salvation                                                                                       | The Crow: Wicked Prayer                              | The Crow |
| Réalisateurs                        | Alex Proyas                                                                                            | Tim Pope                            | Bharat Nalluri                                                                                            | Lance Mungia (en)                                    | Rupert Sanders                                                                                              |
| Scénaristes                         | David J. Schow                                                                                         | David S. Goyer                      | Chip Johannessen                                                                                          | Lance Mungia                                         | Zach Baylin                                                                                                 |
| Scénaristes                         | John Shirley                                                                                           | David S. Goyer                      | Chip Johannessen                                                                                          | Jeff Most (en)                                       | Will Schneider                                                                                              |
| Scénaristes                         | Sean Hood                                                                                              | David S. Goyer                      | Chip Johannessen                                                                                          |                                                      | |
| Producteurs                         | Edward R. PressmanJeff Most                                                                            | Edward R. PressmanJeff Most         | Edward R. PressmanJeff Most                                                                               | Edward R. PressmanJeff Most                          | Edward R. PressmanMolly HassellVictor HadidaJohn JencksSamuel Hadida                                        |
| Musique                             | Graeme Revell                                                                                          | Graeme Revell                       | Marco Beltrami                                                                                            | Jamie Christopherson                                 | Volker Bertelmann                                                                                           |
| Photographie                        | Dariusz Wolski                                                                                         | Jean-Yves Escoffier                 | Carolyn Chen                                                                                              | Kurt Brabbee                                         | Steve Annis                                                                                                 |
| Montage                             | Dov Hoenig M. Scott Smith                                                                              | - Michael N. Knue - Anthony Redman  | Howard E. Smith                                                                                           | Dean Holland                                         | Jason Ballantine                                                                                            |
| Durée                               | minutes                                                                                                | minutes                             | minutes                                                                                                   | minutes                                              | minutes |
| Budget                              | $ | $                                   | $ | $                                                    | $ |
| Genre                               | fantastique, horreur                                                                                   | fantastique, horreur                | fantastique, horreur                                                                                      | fantastique, horreur                                 | fantastique, horreur                                                                                        |
| Pays de production                  | États-Unis                                                                                             | États-Unis                          | États-Unis                                                                                                | États-Unis                                           | États-Unis                                                                                                  |
| Pays de production                  | Brésil Pérou                                                                                           | Australie                           | Roumanie                                                                                                  | Roumanie                                             | Bulgarie |
| Sociétés de production              | - Dimension Films - Entertainment Media Investment Corporation - Pressman Film - Jeff Most Productions | Dimension Films                     | - IMF - Edward R. Pressman Film Corporation - Jeff Most Productions - Miramax - Pacifica Film Development | - Pressman Film - Jeff Most Productions - Fubu Films | - Davis Films - Hassell Free Productions - Electric Shadow Co. - Pressman Film - Ashland Hill Media Finance |
| Sociétés de distribution États-Unis | Miramax Films                                                                                          | Miramax Films                       | Dimension Films                                                                                           | Dimension Films                                      | - Lionsgate - FilmNation Entertainment                                                                      |
| Dates de sortie États-Unis          | 13 mai 1994                                                                                            | 30 août 1996                        | 23 janvier 2000 (DTV)                                                                                     | 19 juillet 2005 (DTV)                                | 23 août 2024                                                                                                |
| Dates de sortie France              | 3 août 1994                                                                                            | 5 février 1997                      | 28 juin 2000                                                                                              | NC                                                   | 21 août 2024                                                                                                |

### Distribution
| Eric Draven                       | Brandon Lee     |                |                  |                    | Bill Skarsgård |  |  |
| Sarah Mohr                        | Rochelle Davis  | Mia Kirshner   |                  |                    |                |  |  |
| Albrecht                          | Ernie Hudson    |                |                  |                    |                |  |  |
| Top Dollar                        | Michael Wincott |                |                  |                    |                |  |  |
| Shelly Webster                    | Sofia Shinas    |                |                  |                    | FKA Twigs      |  |  |
| Darla Mohr                        | Anna Levine     |                |                  |                    |                |  |  |
| Tin-Tin                           | Laurence Mason  |                |                  |                    |                |  |  |
| Funboy                            | Michael Massee  |                |                  |                    |                |  |  |
| Ashe Corven                       |                 | Vincent Pérez  |                  |                    |                |  |  |
| Judah Earl                        |                 | Richard Brooks |                  |                    |                |  |  |
| Curve                             |                 | Iggy Pop       |                  |                    |                |  |  |
| Alexander Frederick "Alex" Corvis |                 |                | Eric Mabius      |                    |                |  |  |
| Erin Randall                      |                 |                | Kirsten Dunst    |                    |                |  |  |
| Lauren Randall                    |                 |                | Jodi Lyn O'Keefe |                    |                |  |  |
| Nathan Randall                    |                 |                | William Atherton |                    |                |  |  |
| le capitaine John L. Book         |                 |                | Fred Ward        |                    |                |  |  |
| James "Jimmy" Cuervo              |                 |                |                  | Edward Furlong     |                |  |  |
| Luc "Death" Crash                 |                 |                |                  | David Boreanaz     |                |  |  |
| Lola Byrne                        |                 |                |                  | Tara Reid          |                |  |  |
| Lilly "Ignites the Dawn"          |                 |                |                  | Emmanuelle Chriqui |                |  |  |
| El Niño                           |                 |                |                  | Dennis Hopper      |                |  |  |
| Vincent Roeg                      |                 |                |                  |                    | Danny Huston   |  |  |
| Sophia Webster                    |                 |                |                  |                    | Josette Simon  |  |  |
| Marian                            |                 |                |                  |                    | Laura Birn     |  |  |
| Kronos                            |                 |                |                  |                    | Sami Bouajila  |  |  |
| Zadie                             |                 |                |                  |                    | Isabella Wei   |  |  |
| Chance                            |                 |                |                  |                    | Jordan Bolger  |  |  |

### Accueil

#### Critique
| Films                        | Rotten Tomatoes     | Metacritic            | Allociné             |
| ---------------------------- | ------------------- | --------------------- | -------------------- |
| The Crow (1994)              | 84% (63 critiques)  | 71/100 (14 critiques) | 1,9⁄5 (8 critiques)  |
| The Crow : La Cité des anges | 11% (36 critiques)  | NC                    | NC                   |
| The Crow 3: Salvation        | 18% (11 critiques)  | NC                    | 2,6⁄5 (11 critiques) |
| The Crow: Wicked Prayer      | 0% (9 critiques)    | NC                    | NC                   |
| The Crow (2024)              | 23% (120 critiques) | 30/100 (31 critiques) | 1,9⁄5 (8 critiques)  |

#### Box-office
| Films                        | Année  | Box-office           | Box-office           | Box-office           | Entrées France  | Budget        | Références |
| Films                        | Année  | États-Unis/ Canada   | Reste du territoire  | Mondial              | Entrées France  | Budget        | Références |
| ---------------------------- | ------ | -------------------- | -------------------- | -------------------- | --------------- | ------------- | ---------- |
| The Crow                     | 1994   | 50 693 129 $         | 43 000 000 $         | 93 693 129 $         | 854 986 entrées | 23 millions $ | ,          |
| The Crow : La Cité des anges | 1996   | 17 917 287 $         | 6 931 174 $          | 24 848 461 $         | 480 440 entrées | 13 millions $ | ,          |
| The Crow 3: Salvation        | 2000   | non sortis en salles | non sortis en salles | non sortis en salles | 48 532 entrées  | 10 millions $ | [ 19 ]     |
| The Crow: Wicked Prayer      | 2005   | non sortis en salles | non sortis en salles | non sortis en salles |                 | NC            |            |
| The Crow (en cours)          | 2024   | 8 837 627 $          | 9 449 361 $          | 18 286 988 $         | 113 005 entrées | 50 millions $ | ,          |
| Totaux                       | Totaux | 50 693 129 $         | 43 000 000 $         | 93 693 129 $         | 854 986 entrées | 96 millions $ |            |

### Projets de films abandonnés
The Crow: The Bride
Dans les années 1990, James O'Barr voulait poursuivre la saga avec un projet féminin, The Crow: The Bride, qui aurait suivi une femme tuée le jour de son mariage et qui reviendrait pour se venger. L'auteur s'inspire d'un reportage qu'il avait lu dans lequel des gangsters de Chicago braquant une église se retrouvaient à un mariage où une fusillade avait provoqué la mort de 13 personnes. Ce pit est refusé par Miramax qui ne croit pas en un film d'action porté par un personnage féminin.
The Crow: 2037
Le projet d'un 3e film est révélé en août 1997. Rob Zombie devait alors faire ses débuts de réalisateurs avec The Crow: 2037. Alors qu'il avait participé à la bande originale du deuxième film, Rob Zombie se voit proposer le projet par le producteur Edward R. Pressman. Après deux films centrés sur la vengeance, le musicien voulait center son long métrage sur l'film d'horreur. L'intrigue commençait en 2010, lorsqu'un jeune garçon et sa mère étaient assassinés la nuit d'Halloween par un prêtre satanique. Un an plus tard, le garçon est ressuscité. Vingt-sept ans plus tard, ignorant son passé, il est devenu un chasseur de primes sur le point d'affronter celui qui l'a tué et qui est désormais tout-puissant. Alors que les autres producteurs sont séduits par l'idée, Edward Pressman et Jeff Most pensent l'intrigue est bonne mais pas adaptée à un film au sein de la saga. Rob Zombie en sortira très frustré après avoir passé 18 mois à travailler sur le film, souvent confronté à l'indécision des producteurs qui, selon lui, changeaient fréquemment d'avis quant à ce qu'ils voulaient. Il quittera finalement le projet.
The Crow: Lazarus
À l'été 2000, le rappeur DMX est en contact avec les producteurs de la saga pour être en tête d'affiche du 4e film The Crow. Intitulé The Crow: Lazarus, l'intrigue doit mettre en scène un rappeur qui, après avoir choisit de quitter la scène musicale par amour, est tué lors d'une fusillade en voiture. Il se réincarne alors en The Crow afin de se venger du gang responsable de sa mort. Le tournage devait débuter en novembre 2000 mais ne se concrétisera pas sous cette forme.

### Romans
Entre 1996 et 2020, plusieurs romans ont été édités, essentiellement par l'éditeur Harper & Row. En France, les éditions Fleuve Noir puis Pocket ont sorti quatre des tomes entre 2000 et 2002.
1. Ce que dit le corbeau (The Crow: Quoth the Crow, 1998) par David Bischoff
2. Le Cœur de Lazare (The Crow: The Lazarus Heart, 1998) par Poppy Z. Brite
3. Les Ailes de la mort (The Crow: Clash by Night, 1998) par Chet Williamson
4. Temple de la nuit (The Crow: Temple of Night, 1999) par S. P. Somtow

Non traduits :
- The Crow: Die Krahe (Goldmann Wilhelm GmbH, 1994) par Kenneth Roycroft (en allemand)
- The Crow: City of Angels (Berkeley, 1996) par Chet Williamson
- The Crow: Wicked Prayer (Harper, 2000) par Norman Partridge
- The Crow: Hellbound (Harper, 2001) par A. A. Attanasio
- The Crow: Shattered Lives & Broken Dreams (Random House, 1999, anthologie de nouvelles)

La suite inspirée directement du film de 1994 réalisé par Alex Proyas : 
- Sarah : Les larmes du corbeau (2020) par Lionel Boulet   (ISBN 9798649981897)

### Jeux vidéo
- The Crow: City of Angels, jeu vidéo sorti en 1997

### Télévision
- The Crow (The Crow: Stairway to Heaven), série télévisée de 22 épisodes créée par Bryce Zabel et diffusée entre 1998 et 1999, avec Mark Dacascos

Eric Draven revient d’entre les morts pour se venger et s’y attache en rendant fous les coupables de la mort de Shelly. Il emploie son temps à aider ceux qui en ont besoin et à trouver un moyen de rejoindre Shelly.
- Wings of the Crow, téléfilm de Jack Williams diffusé en 2000, avec Danielle Williams dans le rôle de Sarah[réf. nécessaire]